# The Last Amazing Grays
The Last Amazing Grays è il primo singolo estratto dall'album The Days of Grays e decimo del gruppo musicale finlandese Sonata Arctica, pubblicato dalla Nuclear Blast il 26 agosto 2009.

## Tracce
Testi e musiche di Tony Kakko.
1. The Last Amazing Grays (Single Edit) – 4:14
2. Flag In The Ground (Video Edit) – 4:10
3. The Last Amazing Grays (Orchestral Version) – 5:10

## Formazione
- Tony Kakko - voce/tastiera
- Elias Viljanen - chitarra
- Henrik Klingenberg - tastiera
- Tommy Portimo - batteria
- Marko Paasikoski - basso

## Registrazione
- Mixato da Mikko Karmila ai Finnvox Studios nel giugno 2009.
- Masterizzato da Svante Forsbäck al Chartmakers nel giugno 2009.
- Arrangiamenti di Tony Kakko e dei Sonata Arctica.
- Arrangiamenti orchestrali di Mikko P. Mustonen.

## Curiosità
- The Last Amazing Grays (orchestral version) non è presente nella versione 7" Picture Disc del singolo.